# پروانه‌ایان فلزنشان
پروانه‌ایان فلزنشان (نام علمی: Riodininae) نام یک زیرخانواده از تیره پرنیان‌بالان است.